# Chifontaine
Chifontaine est un lieu-dit de la ville belge de Bastogne dans la province de Luxembourg (Région wallonne). Situé à mi-chemin entre Longvilly et Moinet, près de la frontière luxembourgeoise il est distant d'une dizaine de kilomètres de Bastogne.

## Éléments d'histoire
Au XIXe siècle y furent construits des logements pour les ouvriers de la mine de plomb de Longvilly-Allerborn. Après la fermeture de la mine en 1902, les habitations sont tombées en ruines. En 1891, on comptait encore 46 habitants.